# Pseudarchaster dissonus
Pseudarchaster dissonus is een kamster uit de familie Pseudarchasteridae.
De wetenschappelijke naam van de soort werd in 1910 gepubliceerd door Walter Kenrick Fisher.